# 努德熱
51°23′13″N 24°6′42″E / 51.38694°N 24.11167°E
努德熱（羅馬化：Nudyzhe）是烏克蘭的村落，位於該國西部沃倫州，由科韋利區負責管轄，始建於1510年，面積2.29平方公里，海拔高度178米，2001年人口809，人口密度每平方公里353.28人。